# Franc Rihtarič
Franc Rihtarič, slovenski kriminalec in morilec, * september 1929, Očeslavci pri Gornji Radgoni, † 30. oktober 1959, Gramozna jama pri Hočah.
Kriminalna pot Franca Rihtariča se je začela, ko je s prijateljem ukradel avto iz garaže radgonskega okrajnega ljudskega odbora ter se z njim zaletel. Namesto da bi naslednji dan dogodek prijavil, se je začel skrivati.
V nekaj mesecih skrivanja je zasovražil oblast, komuniste in bogataše. Začel je krasti, razbijati državno premoženje in strašiti ljudi. Leta 1955 je star 26 let na Radgonskem mostu ubil miličnika Alojza Bartola.
Miličniki, kriminalisti in udbovci so ga v organizirani akciji ujeli na seniku njegove babice in ga odpeljali v mariborski zapor.
Franc Rihtarič naj bi storil okoli sedemdeset kaznivih dejanj, od katerih je bila največ ropov. Skupaj naj bi si prilastil za tri milijone dinarjev premoženja. Poleg tega so mu očitali tudi protidržavno delovanje, označili so ga za gorečega antikomunista, delomrzneža in fakina, najhujši zločin pa je bil uboj miličnika.
Sodnik Anton Klemenčič ga je kljub pomanjkljivim dokazom in ugovorom Rihtaričevega odvetnika Jožeta Novaka obsodil na smrtno kazen.
30. oktobra 1959 so ga ustrelili v gramozni jami blizu Hoč. S tem je postal zadnji obsojenec, nad katerim je bila na Slovenskem izvršena smrtna kazen.